# Fernando Castro Santos
Fernando Castro Santos (Pontevedra, España, 20 de febrero de 1952) es un entrenador de fútbol español retirado en el año 2011, su último equipo fue el Pontevedra CF. Es padre del exjugador Diego Castro.

## Trayectoria como entrenador
Debutó como entrenador en el club donde previamente había jugado toda su vida, el Pontevedra, al que ascendió a Segunda B tras quedar 1.º en liga y superar posteriormente en el "play-off" al CD Mensajero y al Eibar.
Tras cuatro temporadas, asentó al Pontevedra en la Segunda B en la zona media-alta de la clasificación.
En 1989 cogió a la SD Compostela, a la que primero ascendió a Segunda B y, al año siguiente, tras quedar 3.º en la liga, jugó una promoción de ascenso contra el CD Badajoz, el Deportivo Alavés y el CD Alcoyano, en la que acabaría 1.º tras vencer en el último partido por 3-1 al Badajoz, dándole al Compostela el primer ascenso a Segunda.
Tras dos temporadas de transición y de asentamiento, en las cuales dejó al equipo en mitad de la tabla, en la temporada 1993/94 logró el ascenso a Primera, después de quedar 3.º en la liga y vencer al Rayo Vallecano en la promoción de ascenso. Primero empató a uno en Vallecas, y luego a cero en Santiago de Compostela, así que se jugó el tercer partido en un campo neutral, que fue en Oviedo, donde el Compostela venció 1-3 al Rayo y logró el ascenso a Primera, por primera vez en la historia del club.
Al año siguiente, logra la permanencia "in extremis" tras ganar el último partido al CD Tenerife 2-0 y aprovecharse de la derrota del Albacete. Tras eso, el técnico gallego abandonó el club tras 6 años de grandes éxitos, y salió ovacionado por toda la afición de la SD Compostela.
Empezada la temporada 1995/96, fue contratado por el Celta de Vigo, estando el equipo penúltimo tras ocho jornadas, con el objetivo de salvarlo del descenso, meta que cumplió con creces, dejando al equipo en mitad de la tabla sin problemas, 11.º, por lo que fue renovado por 2 años. La temporada siguiente fue muy complicada, ya que el equipo logra la permanencia en la última jornada, pero cabe destacar que el equipo alcanzó las semifinales de la Copa del Rey, hecho que no le valió al técnico para renovar por el club vigués.
Tras sus funestos pasos por el Sevilla y por el Tenerife, ficha por el Polideportivo Ejido ya empezada la temporada 2001/02. Cogió al equipo colista a 11 puntos de la salvación y, tras algunos partidos, la distancia aumentó a 15. Sin embargo, tras una segunda vuelta increíble, logró la permanencia en el último partido tras vencer al Racing de Santander.
Su siguiente destino fue el Sporting Clube de Braga.
A finales de la temporada 2002/03, llegó a un Córdoba CF en caída libre hacia Segunda B. A falta de tres jornadas, logra dos victorias y un empate, que sirvieron para mantener en Segunda al Córdoba, éxito que le valió la renovación para la temporada siguiente. Sin embargo, fue destituido tras nueve jornadas de Liga, después de no haber logrado ninguna victoria al frente del Córdoba.
Fue contratado para la temporada 2004/05 por la Unión Deportiva Almería, pero fue destituido a mitad de la temporada tras una mala racha de resultados.
En la temporada 2006/07 fichó por la Unión Deportiva Vecindario con el objetivo de salvar al equipo del descenso; objetivo que no fue capaz de cumplir, por lo que abandonó el equipo al final de la temporada.
Mediada la temporada 2007/08 fichó de nuevo por el Polideportivo Ejido, al que había logrado salvar milagrosamente hacía seis años, con el mismo objetivo de salvar la categoría. Aunque el equipo realizó una mejoría de resultados y de juego, no sirvió para lograr la permanencia.
En 2010, regresó a Portugal para dirigir al Leixões SC.
Tras un parón de más de dos años, retornó ya empezada la temporada 2010/11 al equipo de su vida, el Pontevedra CF, con el objetivo de reconducir la situación del equipo, que ocupaba puestos de descenso. Como curiosidad, estuvo trabajando sin cobrar, pero no logró reconducir esa situación, por lo que dimitió antes de finalizar la temporada. Ese año, el Pontevedra CF descendió contra todo pronóstico a Tercera División.

## Clubes

### Como entrenador
| Club                    | País     | Año       |
| ----------------------- | -------- | --------- |
| Pontevedra CF           | España   | 1983-1985 |
| Pontevedra CF           | España   | 1986-1988 |
| CD Arenteiro            | España   | 1988-1989 |
| SD Compostela           | España   | 1989-1995 |
| Celta de Vigo           | España   | 1995-1997 |
| Sporting Clube de Braga | Portugal | 1997-1998 |
| Sevilla FC              | España   | 1998-1999 |
| CD Tenerife             | España   | 1999-2000 |
| Polideportivo Ejido     | España   | 2001-2002 |
| Sporting Clube de Braga | Portugal | 2002-2003 |
| Córdoba CF              | España   | 2003      |
| UD Almería              | España   | 2004-2005 |
| UD Vecindario           | España   | 2006-2007 |
| Polideportivo Ejido     | España   | 2007-2008 |
| Leixões SC              | Portugal | 2010      |
| Pontevedra CF           | España   | 2010-2011 |